# Баринова, Галина Ивановна
Галина Ивановна Баринова — советский хозяйственный и политический деятель.

## Биография
Родилась в 1936 году. Член КПСС.
Окончила Ленинградский институт авиаприборостроения.
С 1958 года — на хозяйственной, общественной и политической работе.
В 1958—1991 гг. — инженер Ленинградского авиазавода, секретарь заводской организации ВЛКСМ, первый секретарь Московского райкома ВЛКСМ, секретарь Ленинградского обкома ВЛКСМ, секретарь Московского райкома КПСС, заместитель заведующего отделом по агитации и пропаганде Ленинградского обкома КПСС, первый секретарь Дзержинского райкома КПСС города Ленинграда, заведующая отдела агитации и пропаганды Ленинградского обкома КПСС, директор Ленинградского филиала Музея В. И. Ленина.
В 1991—2010 гг. — заместитель главного директора благотворительного фонда «Невские берега», помощник депутатов Государственной Думы Елены Драпеко, Геннадия Зюганова, Жореса Алферова, Николая Харитонова, Владимира Бортко.
Делегат XXVI съезда КПСС и XIX партконференции.
Умерла в 2021 году в Санкт-Петербурге.